# Rivière Festubert
La rivière Festubert coule entièrement dans Senneterre, dans la municipalité régionale de comté de La Vallée-de-l'Or, dans la région administrative de l'Abitibi-Témiscamingue, au Québec, au Canada.
La rivière Festubert traverse vers le territoire de la Zec Festubert. Son cours traverse le canton de Festubert, le comté de Joliette et le comté de Montcalm. La rivière Festubert constitue un affluent de la rive est du lac Pikianikijuan.
La surface de la rivière Festubert est généralement gelée de la mi-décembre jusqu'au début avril. La foresterie constitue la principale activité économique ; les activités récréotouristiques arrivent en second rang grâce aux activités sur la zec Festubert.

## Géographie

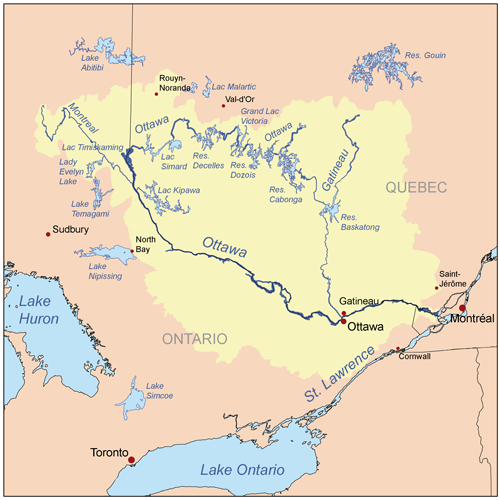
Bassin versant de la rivière des Outaouais.

Les bassins versants voisins de la rivière Festubert sont :
- côté nord : rivière Camachigama, lac Camachigama ;
- côté est : lac Échouani ;
- côté sud : rivière des Outaouais, lac O'Sullivan, lac Gaudois ;
- côté ouest : rivière des Outaouais, rivière Béthune, rivière Camachigama.

Le lac Festubert (longueur : 4,8 km en deux parties ; altitude : 431 m), situé dans le canton de Festubert, dans le territoire de Senneterre, constitue le lac de tête de la rivière Festubert.
L'embouchure du lac Festubert (côté nord-est du lac) se situe à :
- 27,5 km au nord-est de la confluence de la rivière Festubert ;
- 29,3 km au nord-est du lac Camachigama ;
- 113,6 km à l'est du centre-ville de Senneterre ;
- 68,7 km au sud-est d’une baie du réservoir Gouin.

À partir de l'embouchure du lac Festubert, la rivière Festubert coule généralement vers le sud sur environ 46 km :
Cours supérieur de la rivière (segment de 21,4 km)
- 2,5 km vers l'Est, en traversant le lac Buff (altitude : 431 m) jusqu'à son embouchure situé sur la rive est du lac ;
- 2,6 km vers le sud-est, en traversant deux lacs non identifiés (altitude : 431 m) et (altitude : 428 m), jusqu'à la décharge (venant du sud) des lacs Turk, Tudor et Pyrex ; puis vers l'est sur 0,4 km jusqu'à la rive nord-ouest du lac Robson ;
- 5,5 km vers le sud-est en traversant le lac Robson (altitude : 414 m) sur sa pleine longueur jusqu'à son embouchure situé au sud-est ;
- 1,9 km vers le sud-est en traversant deux petits lacs et en formant un crochet vers l'Est, jusqu'à la décharge des lacs Gus, Jean et Campbell ;
- 1,6 km vers le sud-ouest en traversant le lac Dent (longueur : 1,8 km ; altitude : 414 m) sur sa pleine longueur, jusqu'à son embouchure ;
- 5,7 km vers le sud-ouest en traversant le lac Guichard sur 1,8 km, jusqu'à son embouchure ;
- 1,6 km vers le sud-ouest, en traversant le lac Viking (longueur : 1,0 km ; altitude : 408 m) sur sa pleine longueur jusqu'à son embouchure situé au sud-est ;

Cours inférieur de la rivière (segment de 19,9 km)
- 3,7 km vers le sud-ouest en traversant deux zones de rapides, en traversant le lac Spartan (longueur : 0,7 km ; altitude : 391 m) sur sa pleine longueur jusqu'à son embouchure situé au sud-est ;
- 3,2 km vers le sud-ouest, en traversant un lac non identifié (longueur : 3,2 km ; altitude : 389 m) sur 1,6 km jusqu'à son embouchure situé au sud ;
- 3,0 km vers le sud-ouest en ligne droite en parallèle au ruisseau Taylor (situé au nord-ouest), puis vers le sud-est jusqu'à la décharge du lac Farbus (altitude : 367 m) ;
- 10,0 km vers le sud-ouest, jusqu'à la confluence de la rivière[2].

La partie sud du lac Pikianikijuan (longueur : 3,2 km ; altitude : 366 m) est traversé vers l'ouest par la rivière des Outaouais. Puis, cette dernière continue son cours vers le Réservoir Cabonga et le Réservoir Dozois. Ainsi, le lac Pikianikijuan reçoit ses eaux du ruisseau Taylor (venant du nord), de la rivière Festubert (venant de l'Est) et de la rivière des Outaouais (venant de l'Est).

## Toponymie
Le toponyme rivière Festubert est associé au lac du même nom. Ce toponyme est en usage depuis au moins 1936. Il évoque la participation des troupes canadiennes-françaises à la campagne militaire britannique de mai 1915, au cours de la Première Guerre mondiale, dans les environs du village français de Festubert. Lors de cette bataille militaire environ 7 000 hommes aux Alliés sont alors tués ; les Alliés y remportèrent alors une victoire contre les Allemands le 12 juillet 1918. Le village de Festubert est localisé dans le département du Pas-de-Calais, à une soixantaine de kilomètres au sud-est de Dunkerque et à égale distance de Courcelette, au sud.
Le toponyme rivière Festubert a été officialisé le 5 décembre 1968 à la Commission de toponymie du Québec.